# Nikolaus II. (Russland)

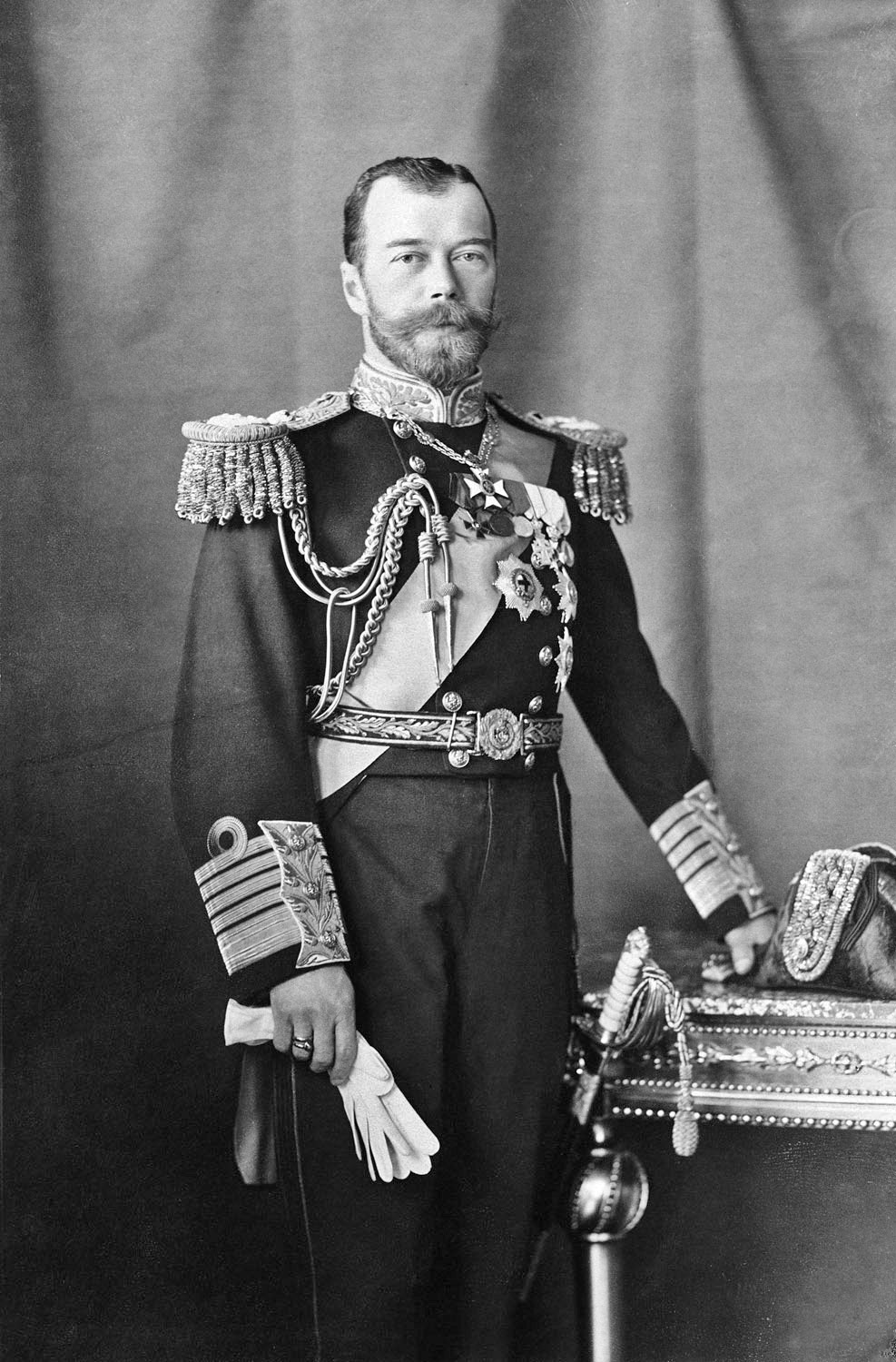
Nikolaus II. (um 1909)

Nikolaus II. (russisch Николай II, wissenschaftliche Transliteration Nikolaj II; geboren als Nikolaus Alexandrowitsch Romanow, russisch Николай Александрович Романов, wissenschaftliche Transliteration Nikolaj Aleksandrovič Romanov; * 6. Maijul. / 18. Mai 1868greg. in Zarskoje Selo; † 17. Juli 1918 in Jekaterinburg) aus dem Herrschergeschlecht Romanow-Holstein-Gottorp war der letzte Zar des Russischen Reiches. Sein offizieller Titel lautete Kaiser und Selbstherrscher von ganz Russland (Император и Самодержец Всероссийский, Imperator i samoderschez wserossijski).
Er regierte vom 1. November 1894 bis zu seinem Sturz am 15. März 1917 infolge der Februarrevolution. Durch sein Festhalten an der autokratischen Politik seiner Vorgänger und seine fehlende Bereitschaft zu demokratischen Reformen, was den Petersburger Blutsonntag im Jahr 1905 zur Folge hatte, war Nikolaus maßgeblich verantwortlich für den Zusammenbruch der russischen Monarchie während des Ersten Weltkriegs.
Nach seiner Abdankung wurde er gemeinsam mit seiner Familie interniert und in der Nacht auf den 17. Juli 1918 von den Bolschewiki in Jekaterinburg mit seiner gesamten Familie ermordet. Am 20. August 2000 wurden Nikolaus und seine Familie von der Russisch-Orthodoxen Kirche als Märtyrer heiliggesprochen.

## Leben

### Herkunft und Jugend

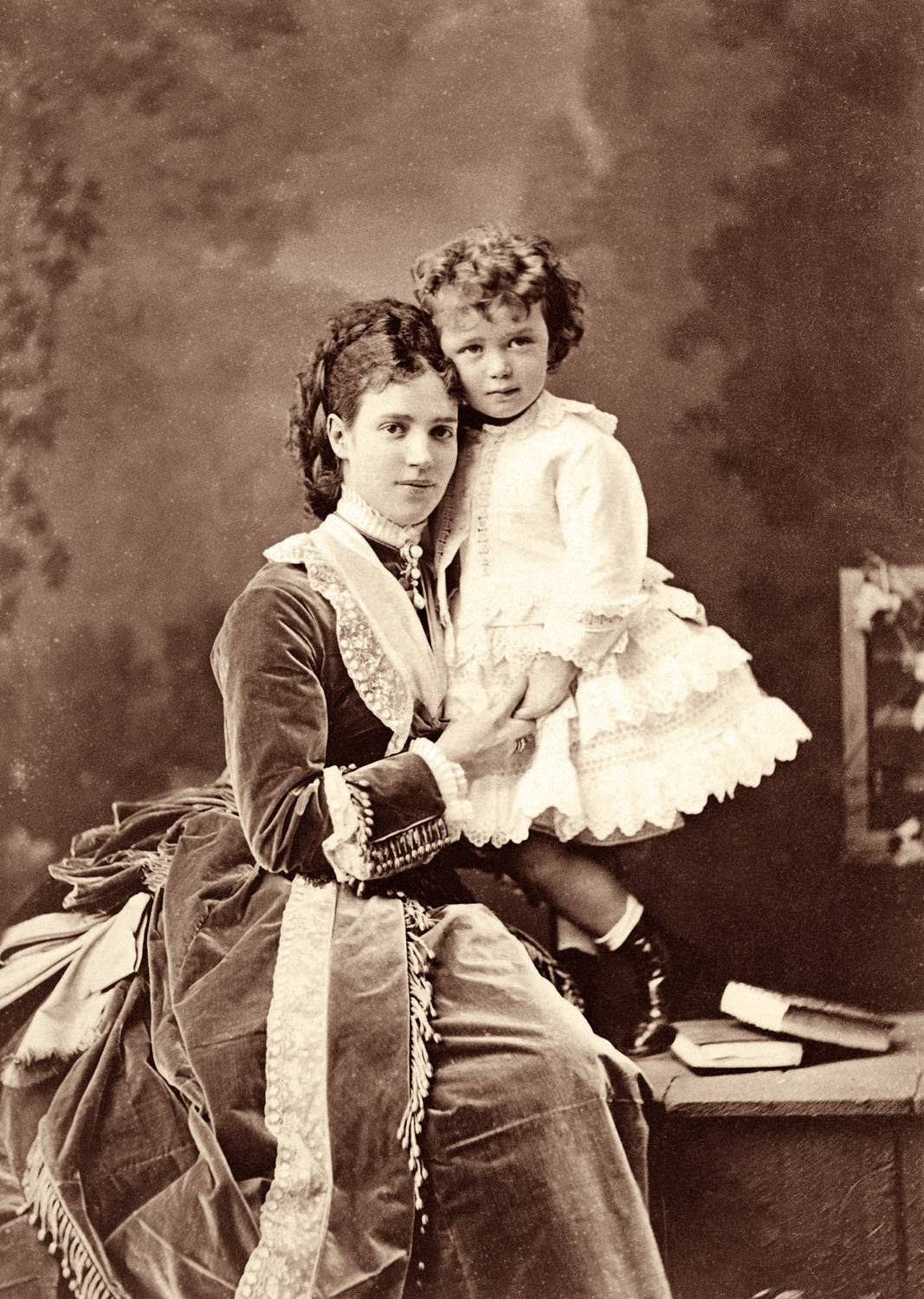
Nikolaus mit seiner Mutter Maria Fjodorowna (1872)

Nikolaus Alexandrowitsch Romanow wurde am 18. Mai 1868 im Alexanderpalast von Zarskoje Selo geboren. Er war der älteste Sohn von Zarewitsch Alexander, des späteren Zaren Alexander III., und dessen Gemahlin Maria Fjodorowna (geborene Dagmar von Dänemark). Per Geburt erhielt Nikolaus den traditionellen Titel eines „Großfürsten von Russland“ (russ. Weliki Knjas).
Als Mitglied des Herrscherhauses Romanow-Holstein-Gottorp bestanden, wie im 19. Jahrhundert üblich, Verwandtschaftsverhältnisse zu zahlreichen europäischen Fürstenhäusern. Väterlicherseits war Nikolaus ein Enkel des regierenden russischen Zaren Alexander II. und Marija Alexandrowna (geborene Marie von Hessen-Darmstadt), mütterlicherseits war er ein Nachkomme des dänischen Königs Christian IX. und Louises von Hessen. Die alljährlich stattfindenden Besuche bei den Großeltern an den dänischen Königshöfen von Fredensborg und Bernstorff waren regelmäßige Familientreffen mit den deutschen, britischen, griechischen und dänischen Verwandten. Aufgrund seiner vornehmlich deutschen, daneben russischen und dänischen Herkunft war Nikolaus ein Cousin des britischen Königs Georg V., des norwegischen Königs Haakon VII., des dänischen Königs Christian X. sowie des griechischen Königs Konstantin I. Außerdem war er ein Neffe dritten Grades des Deutschen Kaisers Wilhelm II.
Nikolaus hatte fünf jüngere Geschwister: Alexander (1869–1870), Georgi (1871–1899), Xenija (1875–1960), Michail (1878–1918) und Olga (1882–1960) mit denen die Familie meist im Sankt Petersburger Anitschkow-Palais residierte. Das Zusammenleben innerhalb der Familie wurde als harmonisch und liebevoll beschrieben, weshalb Nikolaus (in Familienkreisen „Nicky“ genannt) eine sehr enge Familienbindung entwickelte, die er zeitlebens beibehalten sollte. Im Hinblick auf Herkunft und Status ihrer Kinder, legte Maria Fjodorowna großen Wert auf eine häusliche, durch Einfachheit und Bescheidenheit gekennzeichnete Erziehung. Nikolaus sprach neben Russisch auch Englisch, Deutsch und Französisch. Ein englischer Hauslehrer erzog ihn – für die russische Gesellschaft unüblich – nach den Prinzipien eines Gentleman.

### Thronfolger (1881 bis 1894)

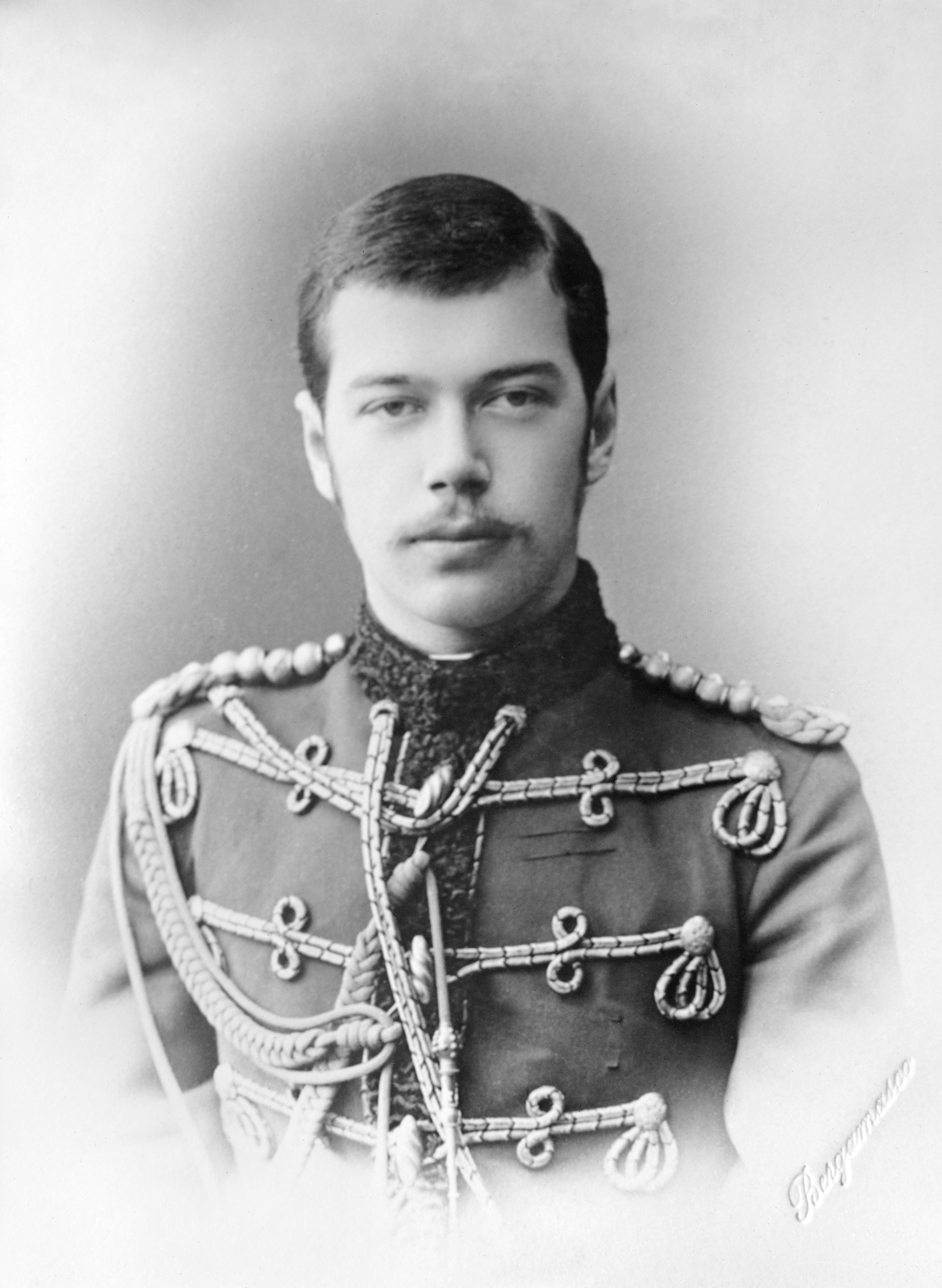
Zarewitsch Nikolaus (1889)

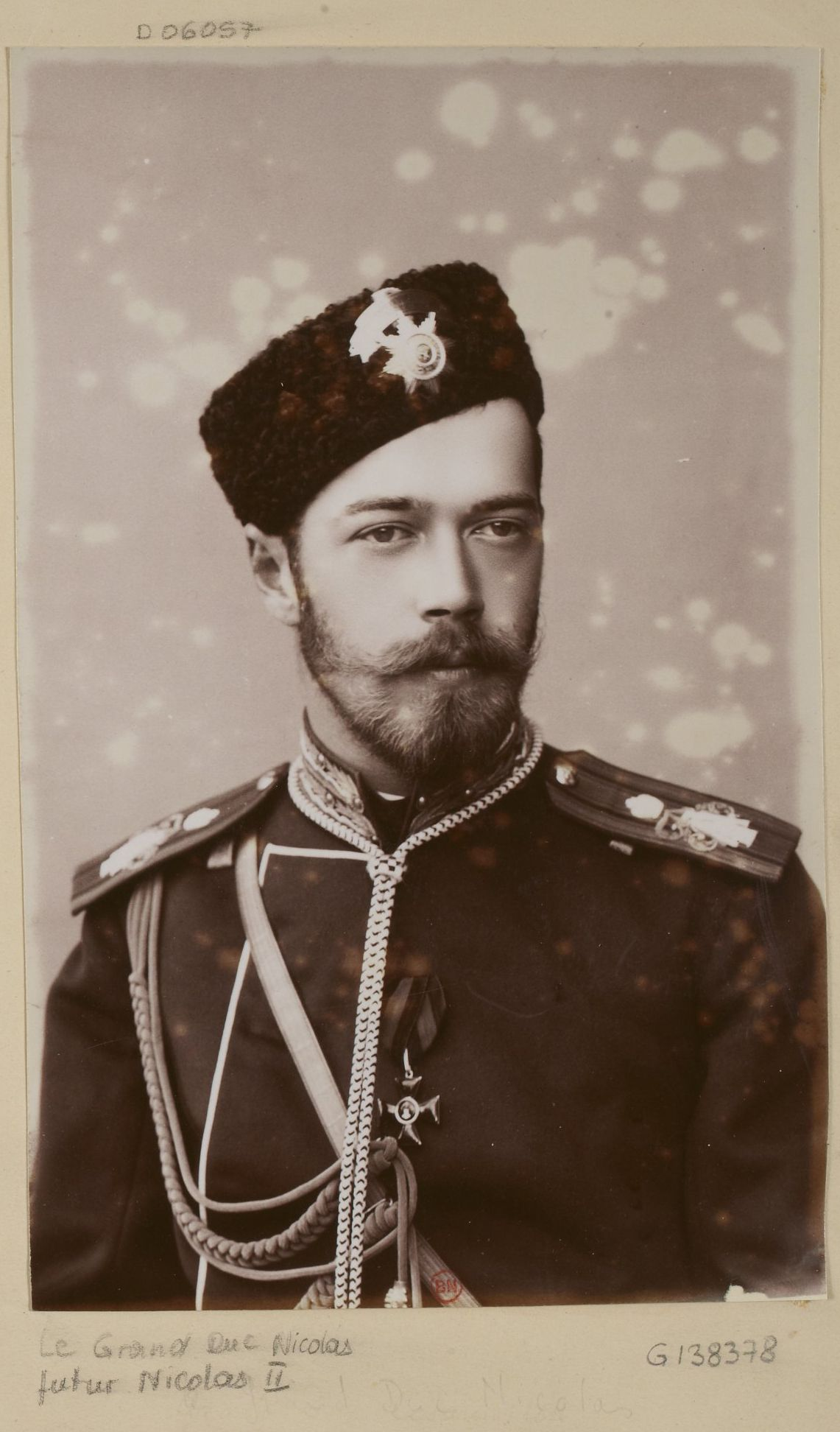
Zarewitsch Nikolaus (1892)

Am 13. März 1881 fiel Alexander II. einem Bombenattentat der linksterroristischen Untergrundorganisation Narodnaja Wolja (Volkswille) zum Opfer. Der zwölfjährige Nikolaus war Augenzeuge, wie sein schwer verwundeter Großvater in das Sankt Petersburger Winterpalais gebracht wurde und dort seinen Verletzungen erlag. Dadurch folgte ihm Alexander III. auf den Thron, und Nikolaus wurde gemäß den Bestimmungen der Primogenitur neuer Zarewitsch (Thronfolger). Aus Sicherheitsgründen siedelte die Familie nach dem Attentat in das festungsartige Schloss Gattschina um und weilte nur noch zu offiziellen Anlässen in der Hauptstadt. Hatte der junge Nikolaus bisher abgeschottet von der Außenwelt gelebt – die Geschwister und eine Gouvernante waren die einzigen Spielkameraden –, verstärkte der Umzug die soziale Isolation des Thronfolgers noch weiter. Die abgeschottete, vom Leben der einfachen Bevölkerung abgewandte Lebensweise führte schließlich zur Loslösung von allen gesellschaftlichen Schichten des Reiches.
Die schulische Privaterziehung des Thronfolgers unterstand der Aufsicht des konservativ-klerikalen Juristen Konstantin Pobedonoszew, einem Berater des Zaren. Pobedonoszew übte großen Einfluss auf das Weltbild des Zarewitsch aus. Er lehnte den westlichen Liberalismus ab und hob die Notwendigkeit autokratischer Machtentfaltung als Ausfluss des Gottesgnadentums hervor. Durch Erziehung und Unterricht seines englischen Hauslehrers hatte der als ein wenig unsicher beschriebene Nikolaus früh Fähigkeiten zur Ruhe, Selbstkontrolle und Pflichtbewusstsein entwickelt, zeigte jedoch wenig Interesse an den Tätigkeiten eines Herrschers. Zwischen 1885 und 1890 besuchte Nikolaus Vorlesungen über Politikwissenschaft und Volkswirtschaftslehre am Institut für Rechtswissenschaften der Universität Sankt Petersburg. Parallel begann er im Alter von 19 Jahren seine Offizierslaufbahn und trat in das elitäre Preobraschensker Leib-Garderegiment ein. Der Eintritt in die Armee wirkte befreiend auf den Thronfolger, der nun erstmals mit Gleichaltrigen dauerhaft in Kontakt stand. Er liebte die Atmosphäre des Kasernenlebens, die Kasinokameraderie und fühlte sich in der Gesellschaft von Offizieren wohl. Nikolaus stieg bis zum Rang eines Obersts auf.
1890/91 begab sich Nikolaus in Begleitung seines Bruders Georgi und seines Cousins Georg von Griechenland an Bord der Panzerfregatte Pamjat Asowa auf eine mehrmonatige Weltreise. Diese führte u. a. über den Sueskanal, Indien, Ceylon, Bangkok, Singapur und Java im Frühjahr 1891 in das Kaiserreich Japan. Dort scheiterte am 11. Mai 1891 ein Attentat auf Nikolaus, als er von einem japanischen Polizisten mit einem Säbel angegriffen wurde (Ōtsu-Zwischenfall). Am 23. Mai schließlich wurde das russische Wladiwostok erreicht, wo Nikolaus im Namen seines Vaters der feierlichen Grundsteinlegung der Transsibirischen Eisenbahn beiwohnte. Für den Rückweg ins europäische Russland quer durch Sibirien – auf Flussdampfern, in der Kutsche und streckenweise reitend – benötigte er drei Monate.
Nach seiner Rückkehr erhielt Nikolaus erste Einblicke in die Regierungsgeschäfte, indem er von Alexander III. zum Mitglied des Staatsrates ernannt wurde. Da man am Zarenhof jedoch der Meinung war, dass der erst 45-jährige Herrscher sein Amt in naher Zukunft nicht an seinen Sohn weiterreichen müsse, beteiligte man diesen nur in geringem Maße an politischen Entscheidungsprozessen.

### Heirat und Nachkommen

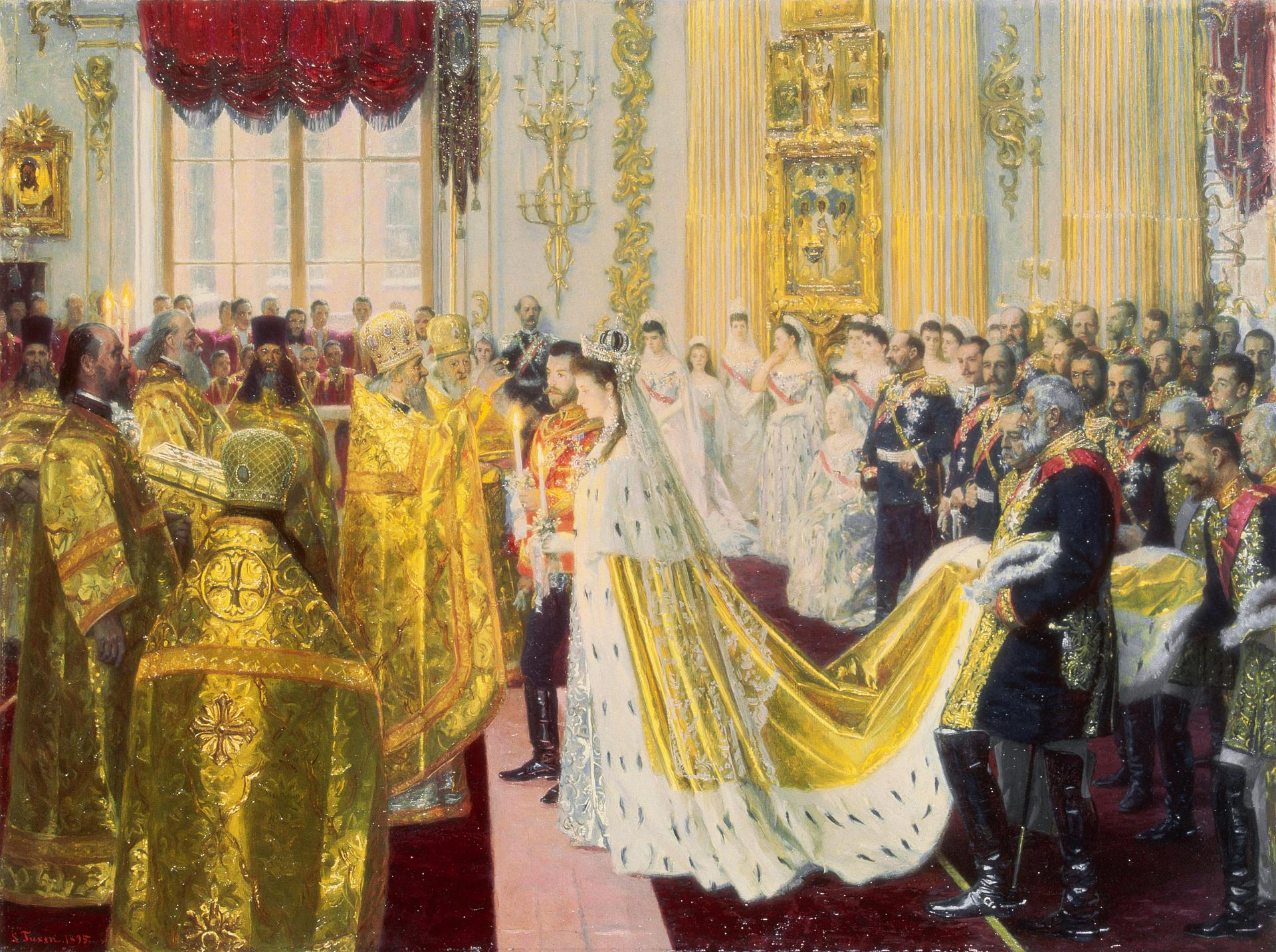
Gemälde der Heiratszeremonie von Laurits Tuxen

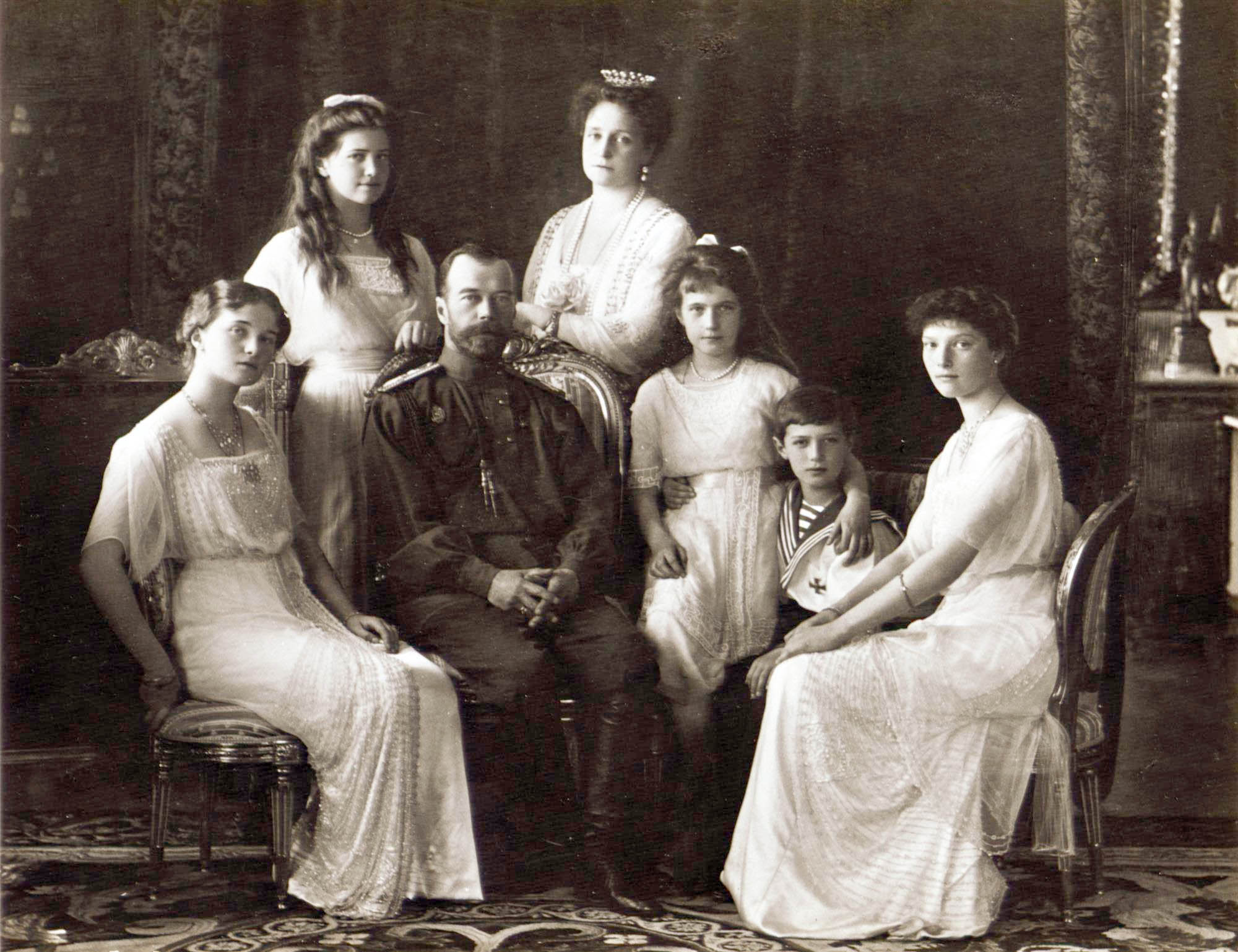
Nikolaus II. mit seiner Gattin Alexandra und den fünf gemeinsamen Kindern (1913)

Am 19. April 1894 wurde in Coburg die Verlobung zwischen Nikolaus und Alix von Hessen-Darmstadt, seiner Cousine zweiten Grades, verkündet. Alix war die Tochter des Großherzogs Ludwig IV. von Hessen und bei Rhein und dessen Gemahlin Alice von Großbritannien und Irland und somit eine Enkelin der britischen Königin Victoria. Das Paar hatte sich 1884 anlässlich der Hochzeit von Alix’ älterer Schwester Elisabeth mit Nikolaus’ Onkel Großfürst Sergei Alexandrowitsch in Sankt Petersburg kennengelernt. Trotz starker Vorbehalte seiner Mutter gegenüber einer deutschen Prinzessin und Bedenken Königin Victorias gegenüber Russland sowie der anfänglichen Weigerung der strenggläubigen Alix, zur Russisch-Orthodoxen Kirche zu konvertieren, war es Nikolaus gelungen, die Liebesheirat durchzusetzen.
Der überraschende Tod Alexanders III. am 1. November 1894 machte eine schnelle Hochzeit des neuen Monarchen notwendig, weshalb die erst für das Jahr 1895 geplante Trauung bereits am 26. November 1894 stattfand. In Anwesenheit zahlreicher Mitglieder der europäischen Herrscherdynastien wurde die Hochzeit in der Großen Kapelle des Winterpalais vollzogen und aufgrund der Trauerzeit war die Zeremonie, gemessen an damaligen Maßstäben, von außerordentlicher Bescheidenheit. Mit der Konversion zur Russisch-Orthodoxen Kirche änderte Alix ihren Namen in Alexandra Fjodorowna.
Der Ehe entstammten fünf Kinder, die alle zusammen mit ihren Eltern am 17. Juli 1918 ermordet wurden:
- Großfürstin Olga (* 15. November 1895),
- Großfürstin Tatjana (* 10. Juni 1897),
- Großfürstin Maria (* 26. Juni 1899),
- Großfürstin Anastasia (* 18. Juni 1901),
- Zarewitsch Alexei (* 12. August 1904).

Durch die lange Zeit vakante Situation der Thronfolge war das Zarenpaar zunehmend unter innenpolitischen Druck geraten. Erst 1904, nach vier Töchtern, wurde mit Alexei der lang erwartete Zarewitsch geboren, und der Fortbestand der Romanow-Dynastie schien gesichert. Doch die Freude über den neugeborenen Jungen war nur von kurzer Dauer, da Alexei an der unheilbaren „Bluterkrankheit“ (Hämophilie) litt, die ihm seine Mutter vererbt hatte. Die schwere Krankheit belastete das Ehepaar zusehends; besonders die zu Schwermut neigende Alexandra zog sich mehr und mehr zurück und nahm schließlich nur noch unausweichliche öffentliche Termine wahr. Nikolaus siedelte mit seiner Familie vom Winterpalast, der offiziellen Zarenresidenz, in den Alexanderpalast nach Zarskoje Selo um. In der bescheidenen Residenz hatte er selbst Teile seiner Kindheit verbracht und fühlte sich dort wohler als im überbordenden Prunk des Winterpalastes. Hier konnte er das Familienleben weit mehr genießen und weilte nur zwecks Regierungsgeschäften und offizieller Anlässe in Sankt Petersburg.
Alexandra hingegen flüchtete sich in tiefe Religiosität und ließ nichts unversucht, um ihrem Sohn zu helfen. Um die lebensgefährlichen Blutungen Alexeis zu stillen, warb die Zarin den mysteriösen Wanderprediger und angeblichen Wunderheiler Grigori Jefimowitsch Rasputin an (1906), der am Zarenhof bald ein und aus ging. Der zwielichtige Prediger konnte die Blutungen des Jungen stillen, weshalb er rasch großen Einfluss auf Alexandra gewann, was Grundlage zahlreicher Gerüchte werden sollte.
Nikolaus führte eine Tradition fort, die von seinem Vater Alexander III. 1882 begonnen worden war: Alljährlich verschenkte er zu Ostern ein (oder zwei) kostbare Ostereier aus der Produktion von Peter Carl Fabergé. Dieser wurde dadurch weltberühmt; die Ostereier erregen immer noch Aufsehen in den Medien.

### Regierender Kaiser (1894 bis 1917)

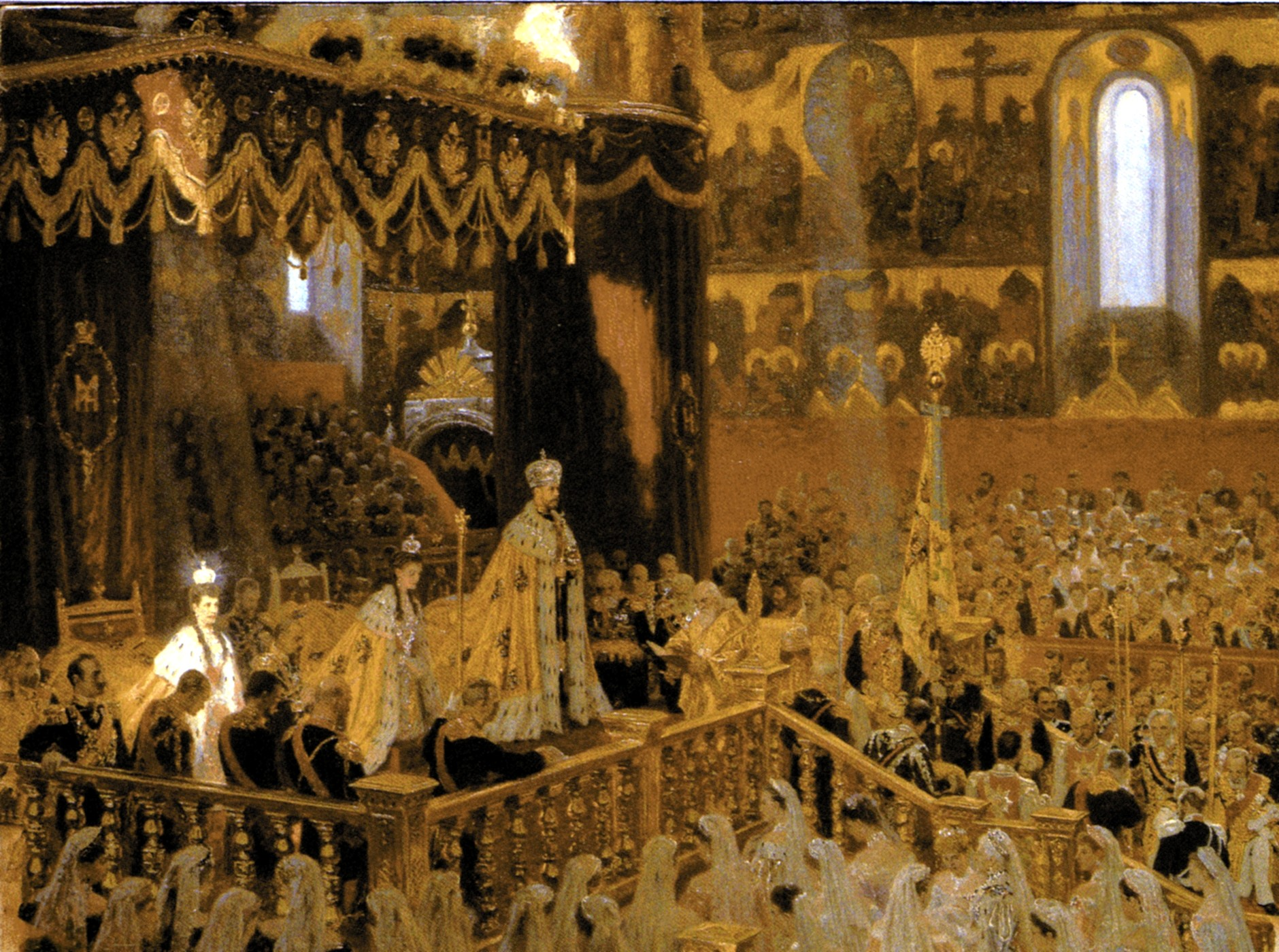
Szene aus der Krönungszeremonie,
Gemälde von Laurits Tuxen (1853–1927)

Kaiserliches Monogramm Nikolaus II.

Der plötzliche Tod seines erst 49 Jahre alten Vaters Alexander III. nach kurzer Krankheit am 1. November 1894 machte den 26-jährigen Nikolaus zu dessen Nachfolger als Kaiser. Nach langwierigen Vorbereitungen erfolgten die formellen Krönungsfeierlichkeiten erst 18 Monate später am 26. Mai 1896. Traditioneller Krönungsort war die Mariä-Entschlafens-Kathedrale des Moskauer Kreml. In einer prunkvollen russisch-orthodoxen Zeremonie krönte sich Nikolaus mit der Zarenkrone selbst zum Kaiser und Autokrat aller Reußen durch die Gnade Gottes. Anschließend krönte er Alexandra zur Kaiserin.
Die Feierlichkeiten wurden durch den Ausbruch einer Massenpanik auf dem Chodynkafeld überschattet. Auf dem Moskauer Chodynkafeld, das der Stadtgarnison als Truppenübungsplatz diente, warteten am 30. Mai hunderttausende Menschen auf die Vergabe von Geschenken und Verköstigungen anlässlich der Kaiserkrönung. Das Feld war als Austragungsort denkbar ungeeignet, weshalb nach Ausbruch einer Massenpanik 1389 Menschen den Tod fanden und 1300 verletzt wurden. Zeitgenossen deuteten die Tragödie als schlechtes Omen für die Herrschaft des neuen Kaisers und Nikolaus galt als Monarch, der sich nicht um Leiden und Nöte seines Volkes kümmerte.

#### Regierungsstil und Herrschaftsauffassung
Kurze Zeit nach der Thronübernahme verdeutlichte Nikolaus seine politische Grundhaltung. In einer Rede vor Semstwo-Vertretern erteilte er vagen Hoffnungen liberaler Kreise auf demokratische Reformen eine Absage und legte das Grundprinzip seiner Herrschaftsauffassung dar:

„Ich bin sehr glücklich, Vertreter aller Stände zu sehen, die gekommen sind, um mir ihre untertänigen Gefühle auszudrücken. Aber ich habe gehört, dass in letzter Zeit in einigen Semstwo-Vertretungen Stimmen laut geworden sind, die sinnlosen Träumereien über eine Beteiligung von Semstwo-Vertretern an der Staatslenkung nachhingen. Alle sollen wissen, dass ich mit allen meinen Kräften dem Wohl des Volkes dienen werde, aber dass ich deshalb das Prinzip der Autokratie ebenso fest und beständig hochhalten werde wie mein unvergesslicher Vater.“

Nikolaus war ein konservativer Vertreter des Gottesgnadentums und entschlossen, das Land wie seine Vorgänger als autokratischer Selbstherrscher zu regieren. Diese Regierungsgewalt des Monarchen war weder durch eine Verfassung noch eine gewählte Volksvertretung beschränkt, weshalb Minister, Gouverneure und Militärs allein dem Kaiser verantwortlich und von dessen Vertrauen abhängig waren. Da Nikolaus die Mitglieder seiner Regierung ausschließlich in Einzelaudienzen empfing und niemals eine Kabinettssitzung abhielt, war es ihm möglich, diese gegeneinander auszuspielen, um dann Entscheidungen selbst zu treffen. Dies hatte zur Folge, dass sich die gesamte Staatsmacht auf die Person des Kaisers konzentrierte. In seiner Herrschaftsauffassung wurde Nikolaus von seiner Ehefrau vehement bestärkt.
Rückblickend gesehen, fehlten Nikolaus II. der politische Weitblick und von Beginn an eine Staatskonzeption, die es ihm erlaubt hätten, die Situation in seinem Reich einzuschätzen. Vielmehr dienten ihm die konservative Doktrin Pobedonoszews und die Politik seines Vaters als Leitlinien seiner Herrschaft. Nikolaus ließ den Ereignissen ihren freien Lauf und reagierte dann, anstatt sie vorauszuahnen. Der Kaiser verzettelte sich zu sehr in Detailfragen, traf sämtliche Entscheidungen selbst und ließ seinen Ministern kaum Spielraum. Durch diese Art der Politik verbreitete sich selbst bei überzeugten Monarchisten Enttäuschung über den Herrscher, was eine tiefe Krise im Staatsaufbau kenntlich machte.

#### Innenpolitik

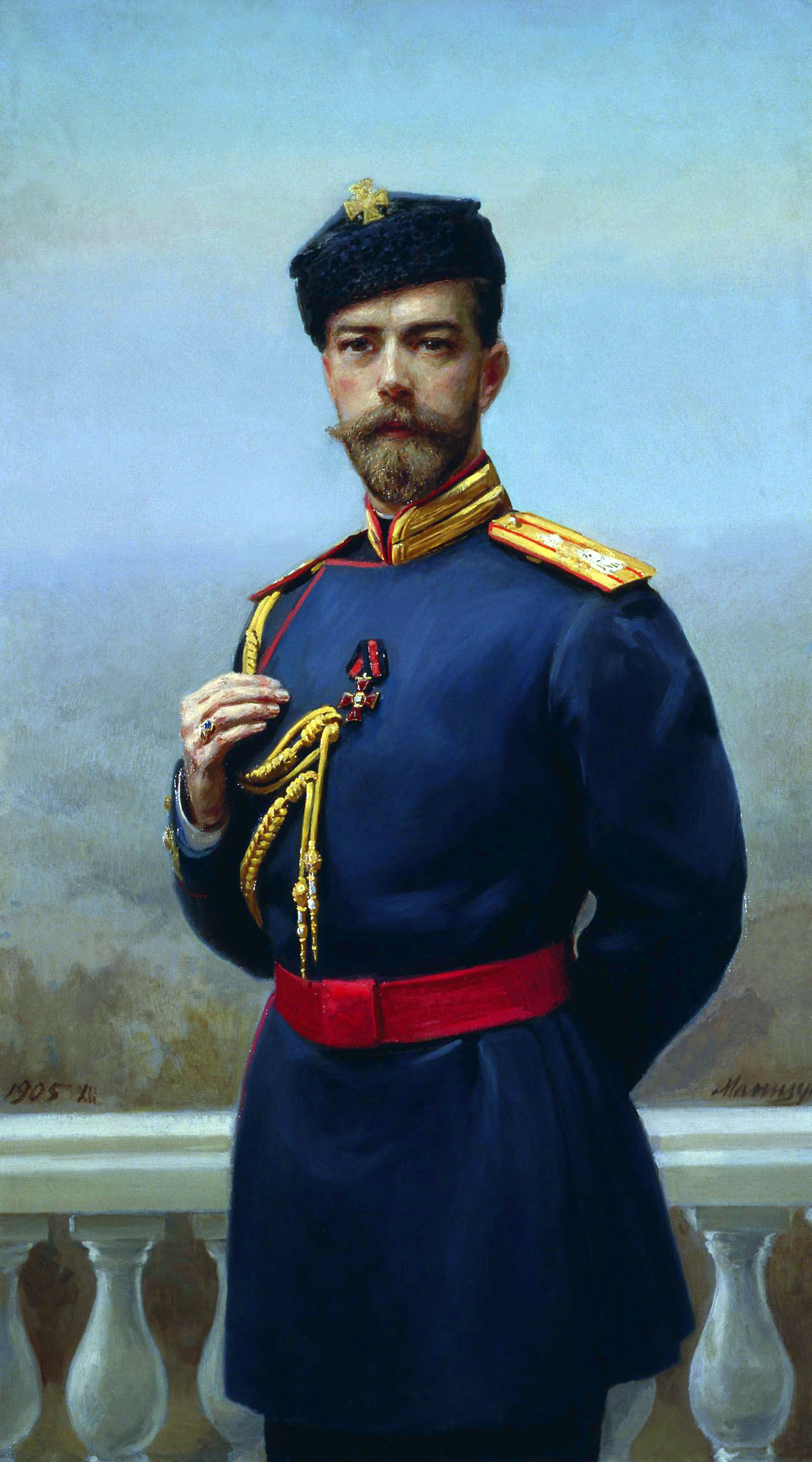
Nikolaus II. um 1907 (Gemälde von H. Manizer)

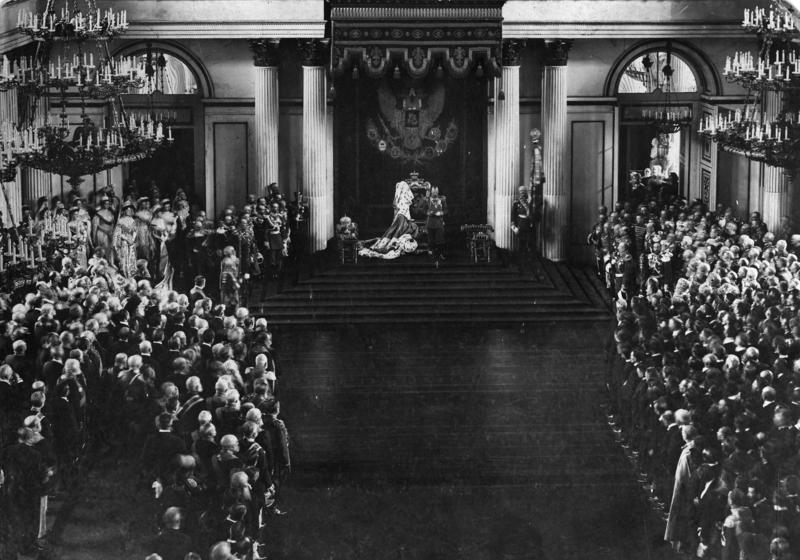
Nikolaus II. eröffnet mit einer Thronrede die Duma (1906)

Die ersten Regierungsjahre Nikolaus II. waren eine Fortführung der Politik seines Vaters, dessen Minister und Berater er übernommen hatte. Ein signifikantes Merkmal der Innenpolitik war die Weigerung des Zaren zu politischen und sozialen Reformen, derer es um die Jahrhundertwende dringend bedurft hätte. Im Zuge der industriellen Revolution waren in der zweiten Hälfte des 19. Jahrhunderts mit dem Bürgertum und der Arbeiterschaft neue Gesellschaftsschichten entstanden, die vermehrt politische Mitsprache und Sozialreformen forderten. Nikolaus hingegen war nicht bereit, seinen umfassenden autokratischen Machtanspruch aufzugeben und ließ die politische Opposition, insbesondere die 1902 gegründete Arbeiterpartei SDAPR, durch die Geheimpolizei Ochrana verfolgen. In Verkennung der Verhältnisse und Bedürfnisse der Bevölkerung bekämpfte Nikolaus eine mögliche Modernisierung des Staates und hielt an den überkommenen, halbfeudalen Verhältnissen fest. Er stützte seine Macht auf den landbesitzenden Adel, die Armee und das zarentreue Bauerntum.
Nikolaus betrieb eine kompromisslose Unterdrückungspolitik gegen die Selbstverwaltungsbestrebungen der nationalen Minderheiten (v. a. Finnen, Balten, Polen). Im Großherzogtum Finnland erließ er eine zentralistische Verfassung und betrieb eine harte Russifizierungspolitik (Februarmanifest 1899), dem ehemaligen Königreich Polen verwehrte er die Autonomie und hielt am status quo als Provinz Weichselland fest.
Die sich abzeichnende Niederlage im Russisch-Japanischen Krieg verursachte einen enormen Autoritätsverlust des autokratischen Regierungssystems und führte nicht, wie von Nikolaus erhofft, zu einer Welle des Patriotismus. Aufgrund der schlechten Versorgungslage wollte am 22. Januar 1905 ein Protestzug streikender Arbeiter dem Zaren eine Petition überreichen, als der friedliche Protest vor dem Winterpalast durch Polizei und Armee blutig niedergeschlagen wurde (Petersburger Blutsonntag). Dieses Ereignis war der Auslöser für revolutionäre Erhebungen, Arbeiterdemonstrationen, Massenstreiks, Judenpogrome und Meutereien (z. B. auf dem Linienschiff Potjomkin) im ganzen Reich. Es wurden Reformen und politische Mitbestimmung gefordert. Erst nach langem Zögern und unter Einwirkung des Finanzministers Sergei Witte stimmte Nikolaus am 19. August 1905 in einem Dekret der Einberufung eines Parlaments zu. In dem von Witte ausgearbeiteten Oktobermanifest (30. Oktober 1905) gewährte Nikolaus bürgerliche Freiheiten, ein allgemeines Wahlrecht und die Schaffung einer Volksvertretung (Duma). Durch die Bereitschaft zur Beschränkung seiner autokratischen Macht im Kontext von Reformen gelang es Nikolaus und seiner Regierung, die Strömungen der Revolution zu kanalisieren (→ vgl. Hauptartikel Russische Revolution 1905).
Nach Verabschiedung einer Verfassung (Staatsgrundgesetze des Russischen Kaiserreiches) eröffnete Nikolaus am 10. Mai 1906 mit einer Thronrede die Duma. Allerdings war Russland keine wirkliche konstitutionelle Monarchie, da der Zar über ein Vetorecht verfügte und die Möglichkeit zur Auflösung des Parlaments besaß. Von diesem Recht machte der Monarch bis 1907 zweimal Gebrauch, indem er die zweite Duma mit Mehrheit linker Parteien auflöste und durch die Einführung des Dreiklassenwahlrechts die Vorherrschaft besitzender, konservativer Kräfte sicherstellte. Dadurch wurden die bisherigen Reformen weitgehend entkräftet. Zum Premier- und Innenminister ernannte Nikolaus 1906 den konservativen Monarchisten Pjotr Stolypin, der entschieden gegen revolutionäre Strömungen vorging und politische Gegner hart bekämpfte.
Ferner war die Innenpolitik Nikolaus’ und vieler seiner Minister und Berater von einer antisemitischen Grundhaltung bestimmt. Zwar wurde durch einen Zarenerlass 1904 zumindest „privilegierten“ Juden (d. h. der russischen Wirtschaft nützlichen und/oder akademisch gebildeten Personen) ein Niederlassungsrecht außerhalb der Städte auch auf dem Land gewährt, jedoch fanden allein zwischen 1903 und 1906 an die 600 Pogrome statt, u. a. das in Kischinjow. Diese Ausschreitungen gingen vor allem auf das Konto nationalistischer, prozaristischer Organisationen, mit deren Gedankengut Nikolaus sympathisierte. In seinem Weltbild waren Juden Mitverursacher sowohl innenpolitischer als auch außenpolitischer Prozesse, die aus seiner Sicht seine autokratische Herrschaft gefährdeten. Als eine vom Innenminister angeordnete Untersuchung die Haltlosigkeit der „Protokolle der Weisen von Zion“ nachwies und sie als Fälschung entlarvte, soll Nikolaus, der zuvor von ihnen durchaus beeindruckt war, die Anweisung gegeben haben, sie nicht mehr weiterzuverwenden, mit der Bemerkung, eine „reine Sache“ (als eine solche sah er antijüdische Einstellungen an) dürfe nicht „mit schmutzigen Methoden verteidigt“ werden.

#### Außenpolitik

Nikolaus II. in deutscher und Wilhelm II. in russischer Marineuniform auf dem Linienschiff SMS Deutschland (August 1907)

Der Regierungsantritt Nikolaus II. Ende des 19. Jahrhunderts fiel in die Hochphase des Imperialismus. Russland nahm allerdings eine Sonderrolle ein, da es keine überseeischen Kolonialgebiete wie die europäischen Großmächte besaß. Der Zar herrschte über die größte zusammenhängende Landmasse der Erde und unterstützte den außenpolitischen Expansionskurs (v. a. Ostasien, Zentralasien, Balkanhalbinsel). Diese Politik der territorialen Ausdehnung führte zu Interessenskonflikten mit anderen Mächten wie etwa dem Britischen Weltreich in Zentralasien (The Great Game), Österreich-Ungarn und dem Osmanischen Reich auf dem Balkan.
Nikolaus unterstützte die aggressive Außenpolitik insbesondere im Hinblick auf russische Interessen in der Mandschurei und Korea. Das zunehmende Engagement Russlands in diesen Gebieten führte zur Rivalität mit dem aufstrebenden Japanischen Kaiserreich. Dieser Konflikt gipfelte in einem Überraschungsangriff der Japaner auf den russischen Stützpunkt Port Arthur am 8./9. Februar 1904, der in den Ausbruch des Russisch-Japanischen Krieges mündete. Im Vertrauen auf die militärische Überlegenheit seiner Streitkräfte sah Nikolaus den Krieg als nationales Bindemittel und in völliger Verkennung der Lage entsandte Nikolaus die Baltische Flotte nach Ostasien, die in der Seeschlacht bei Tsushima (Mai 1905) vernichtet wurde. Russland war militärisch geschlagen, allerdings willigte der zunehmend innenpolitisch unter Druck stehende Nikolaus erst auf Vermittlung der USA in Friedensverhandlungen ein. Im Vertrag von Portsmouth (5. September 1905) musste Russland Korea als japanisches Interessensgebiet anerkennen sowie auf Pachtrechte und territoriale Ansprüche in China verzichten. Die Niederlage gegen Japan zeigte im Ausbruch der Revolution von 1905 unmittelbare Auswirkungen auf die innere Stabilität Russlands.
Nach der Niederlage in Ostasien richtete die russische Außenpolitik ihre Expansionsbestrebungen auf die Balkanhalbinsel und die Meerengen des Bosporus, womit Nikolaus in der Tradition seiner Vorgänger stand. Nikolaus selbst verstand sich als Schutzherr der slawisch-orthodoxen Balkanvölker und folgte damit der Ideologie des Panslawismus. Nach den Vorstellungen der Panslawisten sollten alle slawischen Völker unter russischer Vorherrschaft zusammengeführt und in einem „Großslawischen Reich“ vereint werden. Dadurch stand Russland traditionell im Gegensatz zu Österreich-Ungarn und dem Osmanischen Reich, das die Meerengen des Bosporus beherrschte und die anhaltenden Spannungen auf dem Balkan drohten während der Bosnischen Annexionskrise 1908 kurzzeitig zu eskalieren. Der innenpolitisch durch Revolution und militärisch durch die Niederlage gegen Japan geschwächte Nikolaus sah sich nur bedingt handlungsfähig und musste die Annexion Bosniens und der Herzegowina durch Österreich-Ungarn akzeptieren.
In der Bündnispolitik folgte Nikolaus dem eingeschlagenen Kurs seines Vaters, der 1894 ein Defensivbündnis mit Frankreich eingegangen war. Fortan bildete die Allianz mit Frankreich den außenpolitischen Fixpunkt des Zaren, der durch gegenseitige Staatsbesuche in Paris und Sankt Petersburg untermauert wurde. Die gemeinsame diplomatische Beilegung des Doggerbank-Zwischenfalls im Oktober 1904 führte zu einer Verständigung zwischen Russland, Frankreich und Großbritannien, was schließlich zur Überwindung des britisch-russischen Gegensatzes in Zentralasien führte und 1907 im Abschluss der Triple-Entente ihren Höhepunkt fand (Vertrag von Sankt Petersburg). Versuche der Monarchen Nikolaus und Wilhelm II., eine Annäherung zwischen Russland und dem Deutschen Reich, insbesondere durch den guten persönlichen Kontakt, herbeizuführen, scheiterten zwischen 1904 und 1911.

#### Haager Friedenskonferenz 1898
Zar Nikolaus II. regte 1898 die 1. Haager Friedenskonferenz mit der Begründung an, es drohe ansonsten „eine Katastrophe“. Die als das „Zarenmanifest“ bekannt gewordene Einladung dazu ließ Graf Michail Nikolajewitsch Murawjow, der russische Außenminister, am 24. August 1898 den in Sankt Petersburg akkreditierten Botschaftern und Gesandten überreichen. Daraufhin tagten in Den Haag vom 18. Mai bis zum 29. Juli 1899 Diplomaten, Völkerrechtler und militärische Berater aus insgesamt 26 Staaten.

### Erster Weltkrieg (1914 bis 1917)

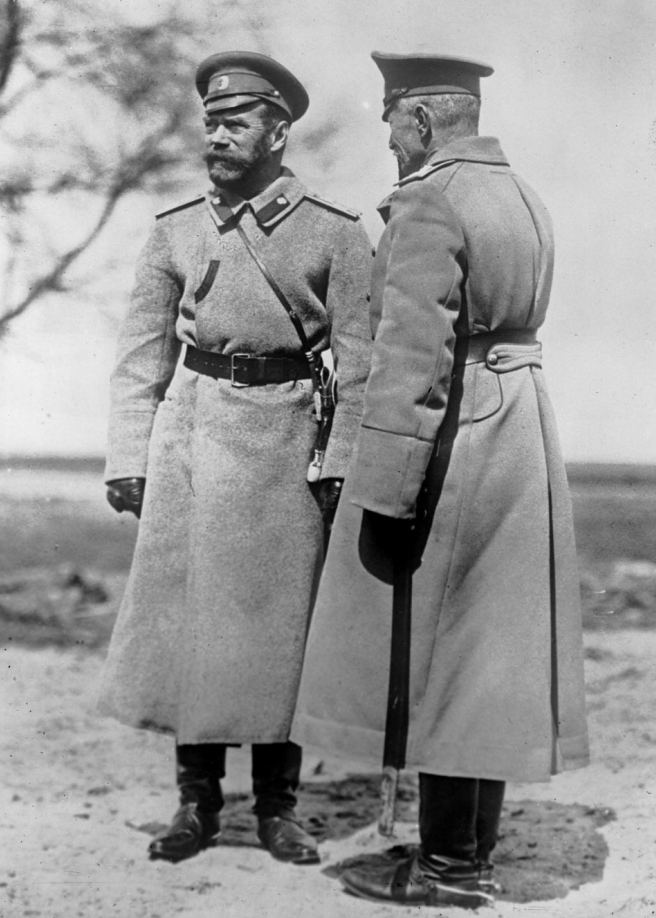
Nikolaus II. und General Brussilow (1916)

Während der Julikrise von 1914 stellte sich Russland offen hinter Serbien und erklärte als Schutzmacht, keinen Angriff auf Serbiens Souveränität durch Österreich-Ungarn zuzulassen. In diesen Tagen hatte die „Kriegspartei“ am Sankt Petersburger Hof die Oberhand gewinnen und Nikolaus zu diesem Schritt beeinflussen können. Der Zar wollte keinen Krieg, hasste Gewalt und wusste außerdem, dass ein Krieg das Ende der alten Ordnung in Europa bedeuten könnte, und doch gab er am 29. Juli 1914 den Befehl zur Generalmobilmachung. Als Österreichs Bündnispartner, das Deutsche Reich, davon erfuhr, erging ein Ultimatum an Russland, die Mobilisierung innerhalb von zwölf Stunden einzustellen. Doch es fand sich keine friedliche Lösung mehr, und so erklärte das Deutsche Reich Russland den Krieg. Der Weg in den Ersten Weltkrieg war beschritten, den Russland an der Seite der Ententemächte führte.
Der Kriegsausbruch traf Russland nahezu unvorbereitet. Zwar verfügte der Zar über das zahlenmäßig größte Heer der Welt, doch die Truppen waren mangelhaft ausgerüstet und ausgebildet. Die Kommandostrukturen waren veraltet, die Befehlshaber waren Adelige und äußerst selten Berufsoffiziere. Zwar ging die „russische Dampfwalze“ sogleich zum Angriff auf die Mittelmächte über, doch der Vormarsch wurde nach der katastrophalen Niederlage bei Tannenberg (August/September 1914) gestoppt. An der Ostfront entwickelte sich eine Pattsituation. Die materielle Unterlegenheit und erhebliche Nachschubprobleme ihres Verbündeten konnten Frankreich und Großbritannien nie ausgleichen, weshalb dieser Umstand durch den großen Einsatz von Menschen ausgeglichen wurde. Nach einem Kriegsjahr beliefen sich die russischen Verluste auf 1,4 Millionen Gefallene oder Verwundete, und 980.000 Soldaten befanden sich in Gefangenschaft. Im Sommer 1915 musste Warschau geräumt werden, und das Kriegsgeschehen verlagerte sich fast ganz auf russisches Territorium. Wegen der schlechten Gesamtlage übernahm Nikolaus am 5. September 1915, gegen den Rat der Minister, selbst den Oberbefehl über die Streitkräfte. Der Zar verließ Petrograd (ehemals Sankt Petersburg) und begab sich an die Front in das Hauptquartier (Stawka) von Mogiljew. Hier ernannte er General Michail Alexejew zum neuen Generalstabschef und übertrug ihm die strategische Planung des Krieges. Obwohl Nikolaus II. selten aktiv in die Arbeit seines Generalstabschefs eingriff, machte man den Zaren in der Folge für alle weiteren militärischen Fehlschläge verantwortlich.
Während seiner Abwesenheit von der Hauptstadt übernahm Zarin Alexandra die Regierungsgeschäfte. Jedoch legte sie wenig Begabung für diese Aufgabe an den Tag, entließ alte und ernannte neue Minister, sodass die Regierung weder stabil war noch effizient arbeiten konnte. Daraus resultierte unter anderem die katastrophale Versorgungslage für Fronttruppen und Zivilbevölkerung. Alexandra ließ sich immer mehr von Rasputins eigennützigem Anraten beeinflussen, weswegen man der „deutschen“ Zarin bald ein Verhältnis mit ihm nachsagte (daran änderte auch der Tod Rasputins im Dezember 1916 nichts). Als Gegenstand immer wilderer Gerüchte unterstellte man Alexandra sogar, eine Spionin Deutschlands zu sein.

### Februarrevolution und Abdankung 1917
Anfang 1917 glich Russland einem Pulverfass. Die Moral der Truppen an der Front war wegen militärischer Misserfolge, hoher Verlustzahlen und mangelhafter Versorgung äußerst schlecht. Ähnlich spitzte sich die Lage in der Heimat zu, wo die Versorgungslage und fehlende Reformen die Stimmung gegen das Zarentum aufheizten. Täglich kam es zu Massenprotesten, Demonstrationen, Hungermärschen und Streiks. Durch die Abwesenheit des Zaren war in Petrograd ein Machtvakuum entstanden, und Russland drohte unregierbar zu werden. Nikolaus II. lehnte die Forderung des Duma-Präsidenten Michail Rodsjanko ab, eine Regierung mit Mehrheit der Duma zu ernennen. Daraufhin bildeten die bürgerlichen Parteien der Duma ein Komitee unter Fürst Georgi Lwow, aus dem eine provisorische Regierung hervorgehen sollte. Der Zar verkannte die Brisanz der Situation, verfügte die Auflösung der Duma und erließ einen Schießbefehl gegen die Aufständischen (11. März). Doch Polizei und Militär konnten die öffentliche Ordnung nicht wiederherstellen, sondern verweigerten ihren Offizieren vielmehr den Gehorsam, meuterten und liefen tausendfach zu den Demonstranten über. Immer mehr Regimenter verweigerten dem Zaren ihre Gefolgschaft und liefen über. Der Druck der Revolution wurde zu groß, und auf Anraten der Generalität entsagte Nikolaus am 15. März 1917 zugunsten seines Bruders, Großfürst Michail, dem Thron. Gleichzeitig verzichtete er auch für seinen Sohn Alexei auf sämtliche Herrschaftsansprüche. Als Michail die Krone ablehnte, waren 300 Jahre Romanow-Herrschaft in Russland beendet.
In seinem Hofzug kehrte Nikolaus nach Petrograd zurück, wo er mitsamt seiner Familie von der provisorischen Regierung im Alexanderpalast unter Hausarrest gestellt wurde.

### Ermordung (1918)

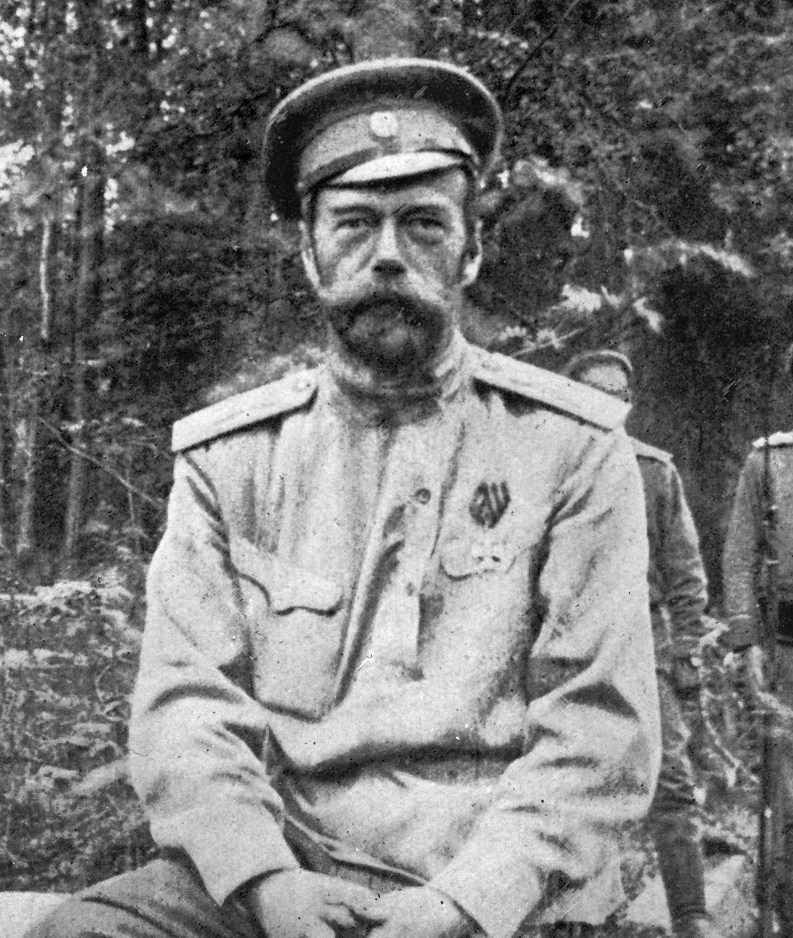
Nikolaus II. (1917)

Im Hausarrest des Alexanderpalastes hatten die Romanows zunächst kaum Einschränkungen hinzunehmen und konnten sich ihrem Familienleben widmen. Nikolaus selbst machte nach seiner Abdankung einen gelösten Eindruck und wirkte befreit, nicht mehr die Bürde der Krone tragen zu müssen. Die Situation blieb so bis August 1917, als Alexander Kerenski von der provisorischen Regierung erklärte, die Familie sei in Zarskoje Selo nicht mehr sicher, und sie in den Ural verbrachte. Dort wurde sie im Sitz des Gouverneurs in Tobolsk einquartiert. Erste Überlegungen der Regierung hatten darauf abgezielt, den Ex-Monarchen ins Exil zu schicken. Der britische König George V. bot seinem Cousin zunächst Asyl an, musste aber wegen des Drucks seiner Regierung das Angebot zurückziehen. Mitglieder der königlichen Regierung fürchteten, die Anwesenheit der Zarenfamilie könne in Großbritannien Anlass zu einer Revolution geben.
Nach dem Sieg der Bolschewiki in der Oktoberrevolution 1917 änderte sich die Situation für den ehemaligen Zaren nochmals grundlegend. Nikolaus und seine Familie waren von nun an Gefangene. Im Frühjahr 1918 verbrachte man sie nach Jekaterinburg, wo sie in der Villa Ipatjew interniert wurden. Lebensmittel wurden rationiert, die Bewegungsfreiheit eingeschränkt, und man schottete sie fast vollständig von der Außenwelt ab. Der Trotzki-Biograph Isaac Deutscher schreibt, dass die Bolschewiki die Absicht hatten, „den Zaren durch ein revolutionäres Tribunal aburteilen zu lassen, so wie das mit Karl I. und Ludwig XVI. geschehen war; Trotzki beabsichtigte, als Hauptankläger des Zaren aufzutreten.“
Diesen Plan durchkreuzte indes der Ausbruch des Russischen Bürgerkrieges. Truppen der Tschechoslowakischen Legionen und der Weißen Armee von General Koltschak begannen im Mai 1918 eine Offensive in Richtung Norden entlang der Wolga, bei der sie Stadt um Stadt eroberten. Die Zarenfamilie wurde am 17. Juli 1918, während der Evakuierung der Stadt, mit Billigung der bolschewistischen Partei- und Staatsführung von den sie bewachenden Soldaten hingerichtet. Die Leichen wurden anschließend in einem stillgelegten Schacht abgelegt. Einen Tag darauf wurden zwei der Toten verbrannt und die anderen in einer als Wegbefestigung getarnten Grube verscharrt.
Es steht fest, dass Lenin als Parteiführer und Regierungschef sowie der damalige Staatschef Swerdlow, Vorsitzender des Sekretariats des Zentralkomitees der Kommunistischen Partei Russlands (Bolschewiki) und Vorsitzender des Gesamtrussischen Zentralexekutivkomitees (GZEK), sowie weitere Mitglieder der Partei- und Staatsführung den Erschießungen vorab zugestimmt hatten und anschließend alle sie billigten.
Am 18. Juli 1918 teilte Swerdlow dem Präsidium des GZEK mit, dass sich konterrevolutionäre Bürgerkriegstruppen im Anmarsch auf die Stadt Jekaterinburg befunden hätten; es sei zu befürchten gewesen, dass die dort gefangengehaltene frühere Kaiserfamilie befreit und als lebendiges Symbol des Kampfes der ausländischen Interventions- und der Bürgerkriegstruppen gegen die Sowjetmacht benutzt werden könnte. Der Sowjet des Gebiets Ural habe daher den Befehl zur Erschießung der Zarenfamilie gegeben, der in der Nacht zum 17. Juli ausgeführt wurde. Das Präsidium des GZEK billigte die Entscheidung des Gebietssowjets.

### Beisetzung

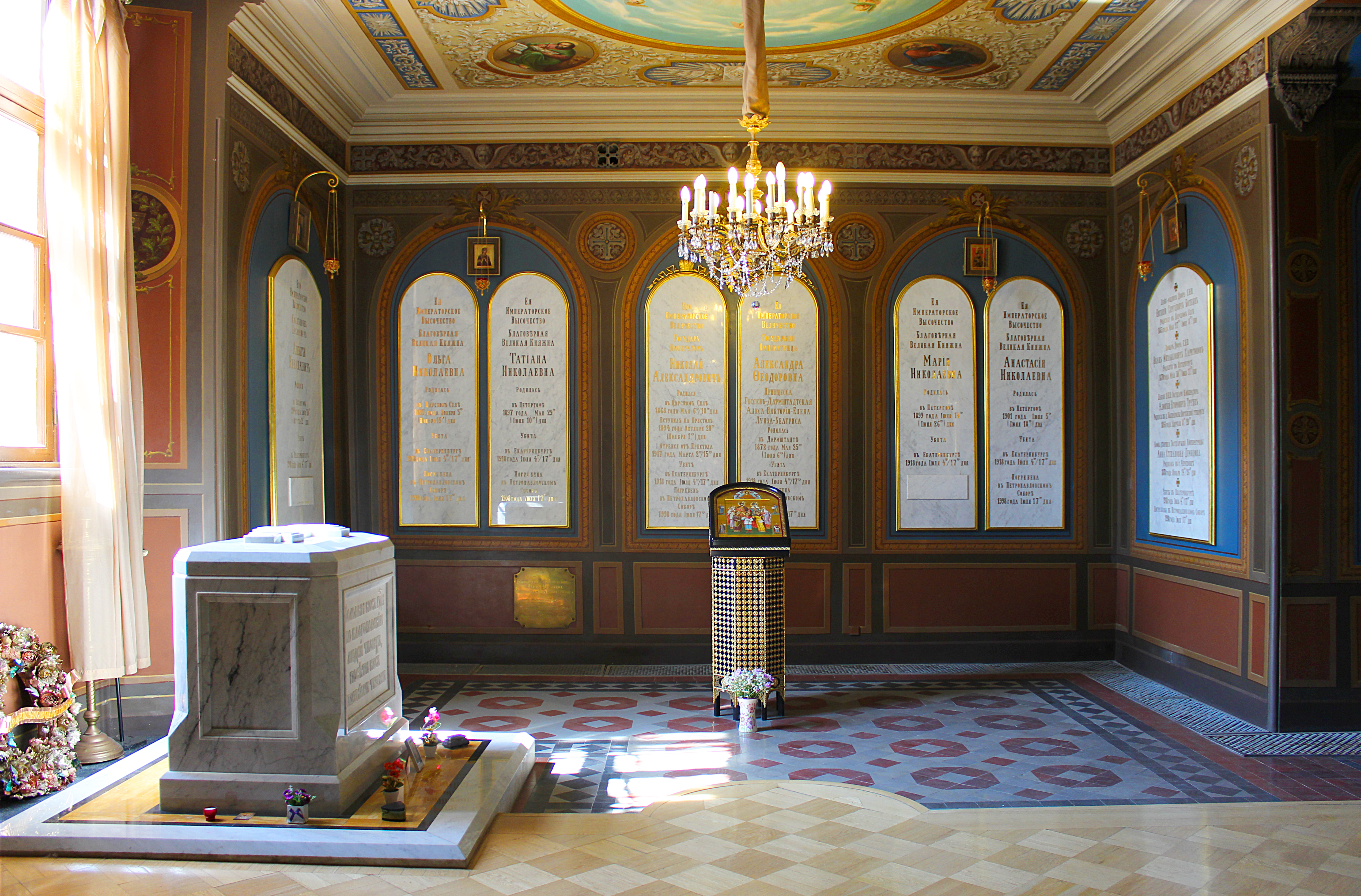
Sarkophag des Zaren Nikolaus II. in der Kathedrale der Peter-und-Paul-Festung

Die Gebeine von Nikolaus II. und seiner Familie, mit Ausnahme der Großfürstin Maria und des Zarewitsch Alexei wurden 1979 in der Nähe des ehemaligen Bergwerkschachts Ganina Jama, im Waldstück Vier Brüder nahe Jekaterinburg, entdeckt. Zu Zeiten der Sowjetunion konnte diese Entdeckung jedoch nicht öffentlich gemacht werden. Am 13. Juli 1991 wurden die Gebeine geborgen und ein Jahr später einwandfrei identifiziert. Am 17. Juli 1998, auf den Tag genau 80 Jahre nach der Ermordung, wurden die sterblichen Überreste Nikolaus’ und seiner Familie in der Kathedrale der Peter-und-Paul-Festung in St. Petersburg beigesetzt.

## Heiliger

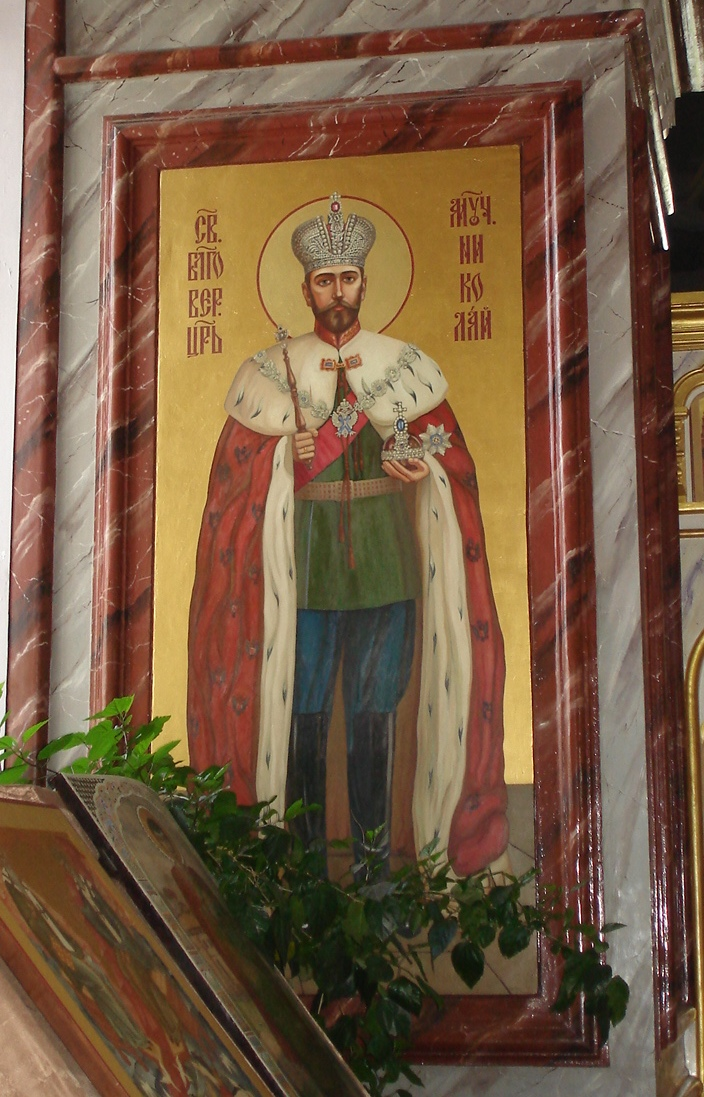
Nikolaus II. auf einer Ikone in der Kirche Johannes des Täufers im Kreml von Saraisk

Für die russisch-orthodoxe Auslandskirche galt Nikolaus II. wegen seines Todes als Märtyrer und damit als Heiliger. So wurde ihm die Gedächtniskirche Sankt Hiob in Brüssel gewidmet. Am 20. August 2000 wurde Nikolaus II. zusammen mit seiner Frau und seinen Kindern in der Moskauer Christ-Erlöser-Kathedrale auch von der Russisch-Orthodoxen Kirche heiliggesprochen, eingebunden allerdings in die Kanonisierung 1100 weiterer Personen, überwiegend Geistlicher, die während der Sowjetherrschaft ihres Glaubens wegen zu Tode kamen. Damit wurde der Kritik Rechnung getragen, durch eine exklusive Heiligsprechung der Zarenfamilie würde die Grenze „zwischen einer Ermordung aus politischen Gründen und Märtyrertod“ verwischt. Ikonen mit seiner Darstellung sowie mit der Darstellung seiner getöteten Familie hängen seitdem in vielen russisch-orthodoxen Kirchen, sowohl in Russland als auch im Ausland.
Nach Nikolaus II. ist der 1465 m hohe Mount Nicholas auf der antarktischen Alexander-I.-Insel benannt.

## Ahnentafel
| Ahnentafel Kaiser Nikolaus II.  | Ahnentafel Kaiser Nikolaus II.                                                 | Ahnentafel Kaiser Nikolaus II.                                                                         | Ahnentafel Kaiser Nikolaus II.                                                           | Ahnentafel Kaiser Nikolaus II.                                                      | Ahnentafel Kaiser Nikolaus II.                                                                                                 | Ahnentafel Kaiser Nikolaus II.                                                                                                 | Ahnentafel Kaiser Nikolaus II.                                                                  | Ahnentafel Kaiser Nikolaus II.                                                          |
| ------------------------------- | ------------------------------------------------------------------------------ | --- | ---------------------------------------------------------------------------------------- | ----------------------------------------------------------------------------------- | --- | --- | ----------------------------------------------------------------------------------------------- | --------------------------------------------------------------------------------------- |
| Ururgroßeltern                  | Kaiser Paul I. (1754–1801) ⚭ 1776 Sophie Dorothee von Württemberg (1759–1828)  | König Friedrich Wilhelm III. von Preußen (1770–1840) ⚭ 1793 Luise von Mecklenburg-Strelitz (1776–1810) | Ludwig I. von Hessen-Darmstadt (1753–1830) ⚭ 1777 Luise von Hessen-Darmstadt (1761–1829) | Karl Ludwig von Baden (1755–1801) ⚭ 1777 Amalie von Hessen-Darmstadt (1754–1832)    | Friedrich Karl von Schleswig-Holstein-Sonderburg-Beck (1757–1816) ⚭ 1780 Friederike von Schlieben (1757–1827)                  | Karl von Hessen-Kassel (1744–1836) ⚭ 1766 Louise von Dänemark und Norwegen (1750–1831)                                         | Friedrich von Hessen-Kassel (1747–1837) ⚭ 1786 Karoline Polyxene von Nassau-Usingen (1762–1823) | Friedrich von Dänemark (1753–1805) ⚭ 1774 Sophie Friederike von Mecklenburg (1758–1794) |
| Urgroßeltern                    | Kaiser Nikolaus I. (1796–1855) ⚭ 1817 Charlotte von Preußen (1798–1860)        | Kaiser Nikolaus I. (1796–1855) ⚭ 1817 Charlotte von Preußen (1798–1860)                                | Ludwig II. von Hessen-Darmstadt (1777–1848) ⚭ 1804 Wilhelmine von Baden (1788–1836)      | Ludwig II. von Hessen-Darmstadt (1777–1848) ⚭ 1804 Wilhelmine von Baden (1788–1836) | Friedrich Wilhelm von Schleswig-Holstein-Sonderburg-Glücksburg (1785–1831) ⚭ 1810 Luise Karoline von Hessen-Kassel (1789–1867) | Friedrich Wilhelm von Schleswig-Holstein-Sonderburg-Glücksburg (1785–1831) ⚭ 1810 Luise Karoline von Hessen-Kassel (1789–1867) | Wilhelm von Hessen-Kassel (1787–1867) ⚭ 1810 Louise Charlotte von Dänemark (1789–1864)          | Wilhelm von Hessen-Kassel (1787–1867) ⚭ 1810 Louise Charlotte von Dänemark (1789–1864)  |
| Großeltern                      | Kaiser Alexander II. (1818–1881) ⚭ 1840 Marie von Hessen-Darmstadt (1824–1880) | Kaiser Alexander II. (1818–1881) ⚭ 1840 Marie von Hessen-Darmstadt (1824–1880)                         | Kaiser Alexander II. (1818–1881) ⚭ 1840 Marie von Hessen-Darmstadt (1824–1880)           | Kaiser Alexander II. (1818–1881) ⚭ 1840 Marie von Hessen-Darmstadt (1824–1880)      | König Christian IX. von Dänemark (1818–1906) ⚭ 1842 Louise von Hessen (1817–1898)                                              | König Christian IX. von Dänemark (1818–1906) ⚭ 1842 Louise von Hessen (1817–1898)                                              | König Christian IX. von Dänemark (1818–1906) ⚭ 1842 Louise von Hessen (1817–1898)               | König Christian IX. von Dänemark (1818–1906) ⚭ 1842 Louise von Hessen (1817–1898)       |
| Eltern                          | Kaiser Alexander III. (1845–1894) ⚭ 1866 Dagmar von Dänemark (1847–1928)       | Kaiser Alexander III. (1845–1894) ⚭ 1866 Dagmar von Dänemark (1847–1928)                               | Kaiser Alexander III. (1845–1894) ⚭ 1866 Dagmar von Dänemark (1847–1928)                 | Kaiser Alexander III. (1845–1894) ⚭ 1866 Dagmar von Dänemark (1847–1928)            | Kaiser Alexander III. (1845–1894) ⚭ 1866 Dagmar von Dänemark (1847–1928)                                                       | Kaiser Alexander III. (1845–1894) ⚭ 1866 Dagmar von Dänemark (1847–1928)                                                       | Kaiser Alexander III. (1845–1894) ⚭ 1866 Dagmar von Dänemark (1847–1928)                        | Kaiser Alexander III. (1845–1894) ⚭ 1866 Dagmar von Dänemark (1847–1928)                |
| Kaiser Nikolaus II. (1868–1918) |                                                                                | |                                                                                          |                                                                                     | | |                                                                                                 |                                                                                         |